# Badakhchan (Afghanistan)
Pour les articles homonymes, voir Badakhchan.

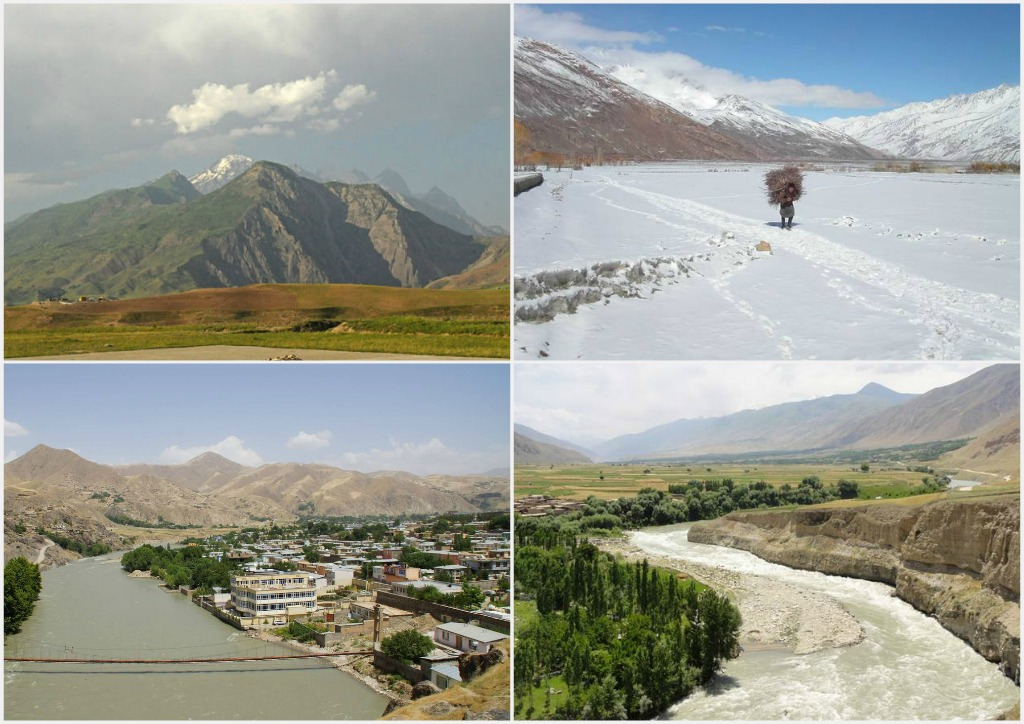

La province du Badakhchan (en dari : استان بدخشان, Badaxšān) est une province du nord-est de l’Afghanistan dont la capitale est Fayzabad. C’est un ancien khanat fondé en 1657, peuplé de Tadjiks, annexé à l’Afghanistan en 1873.
Les « rubis » (en fait, des spinelles) provenant du Badakhchan sont appelés, par déformation, rubis balais (on trouve ce mot chez Marco Polo qui désigne le Badakhchan sous l’appellation Balascian). Des mines de lapis-lazuli sont aussi présentes dans cette province — principalement à Sar-e-Sang — et ont notamment permis à l’Alliance du Nord du commandant Ahmed Chah Massoud de servir de monnaie d’échange contre des armes. Le Badakhchan est une des seules provinces avec le Panchir qui constitue un obstacle au sud-ouest, à ne pas avoir été gouvernée par le régime des talibans. Toutefois, un émirat islamique y avait été créé par Mawlawi Shariqi.
Après de nombreuses années de guerre avec l’Union soviétique, puis de guerre civile contre les talibans, l’économie du Badakhchan est principalement basée sur l’agriculture, et en particulier celle du pavot de la variété Papaver somniferum (pavot somnifère), dont on extrait l’opium.

## Géographie

### Localisation, frontières et superficie
La province est située dans le nord-est de l'Afghanistan et sa délimitation est restée inchangée depuis l'accord entre l'Afghanistan et les empires russe et britannique en 1893. Elle est frontalière au nord avec le Tadjikistan et deux de ses quatre provinces, le Khatlon et le Haut-Badakhshan ; à l'est avec la Chine et l'une de ses cinq régions autonomes, la région autonome ouïgoure du Xinjiang ; au sud-est avec l'Inde et l'une de ses revendications territoriales, le nord de l'État de Jammu-et-Cachemire ; au sud avec le Pakistan et deux de ses sept provinces et territoires, le territoire revendiqué par l'Inde de Gilgit-Baltistan et la province de Khyber Pakhtunkhwa ; au sud-ouest avec la province afghane du Nouristan et à l'ouest avec les provinces afghanes du Panchir et du Takhar.

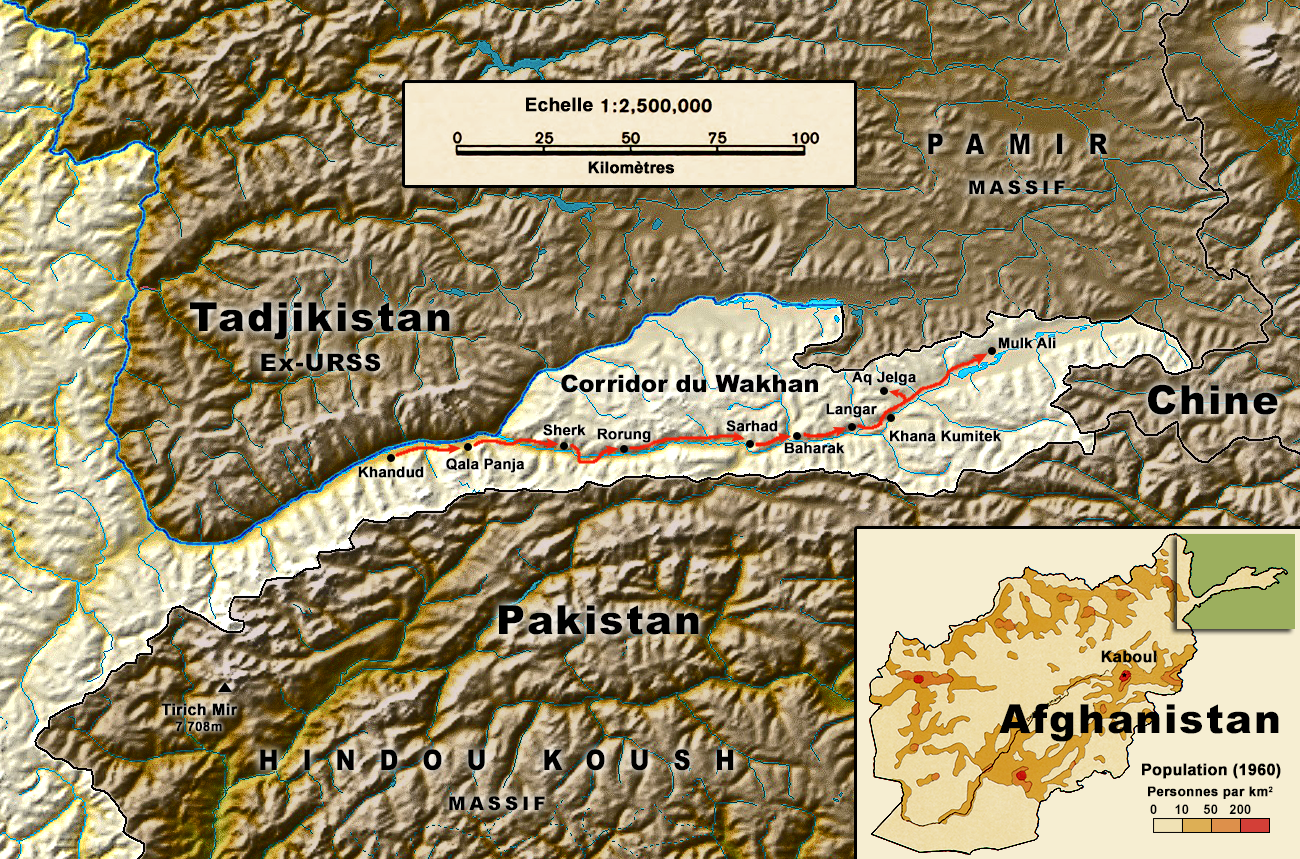
le Corridor du Wakhan et les principaux villages.

La particularité territoriale de cette province est le corridor du Wakhan créé en 1893 pour créer une zone tampon entre les empires russe et britannique. Aujourd'hui, ces deux empires n'existent plus mais le corridor est resté car il forme la frontière sud de tout l'Afghanistan appelée « ligne Durand ». Ce corridor permet à l'Afghanistan d'avoir une frontière avec la Chine et cette particularité crée le plus grand décalage horaire du monde avec 3 heures et 30 minutes de différence entre les deux frontières.
La frontière le long de la ligne Durand se base sur une frontière naturelle correspondant à différentes lignes de crêtes de montagnes. La frontière interne reprend le même principe jusque dans la province du Takhar où la frontière reste naturelle mais suit le cours d'une rivière, la Kokcha, avant de reprendre une ligne de crête jusqu'à la frontière tadjike. La frontière avec le Tadjikistan est basée sur différentes rivières, premièrement la rivière Abe e Panj, puis, plus en amont, la rivière Panj et ensuite la rivière Piandj jusqu'au lac Zorkul. Une fois le lac traversé, la frontière part rejoindre une ligne de crête jusqu'à remonter à l'une des extrémités du Kul-e Chaqmaqtin et à remonter sa source avant de suivre de nouveau une ligne de crête jusqu'au Corridor. La frontière sino-afghane forme quant à elle une sorte d'arc de cercle en suivant une ligne de crête du nord au sud du Tadjikistan jusqu'à la région controversée entre la Chine, l'Inde et le Pakistan.

Paysages le long de la frontière du Badakhchan
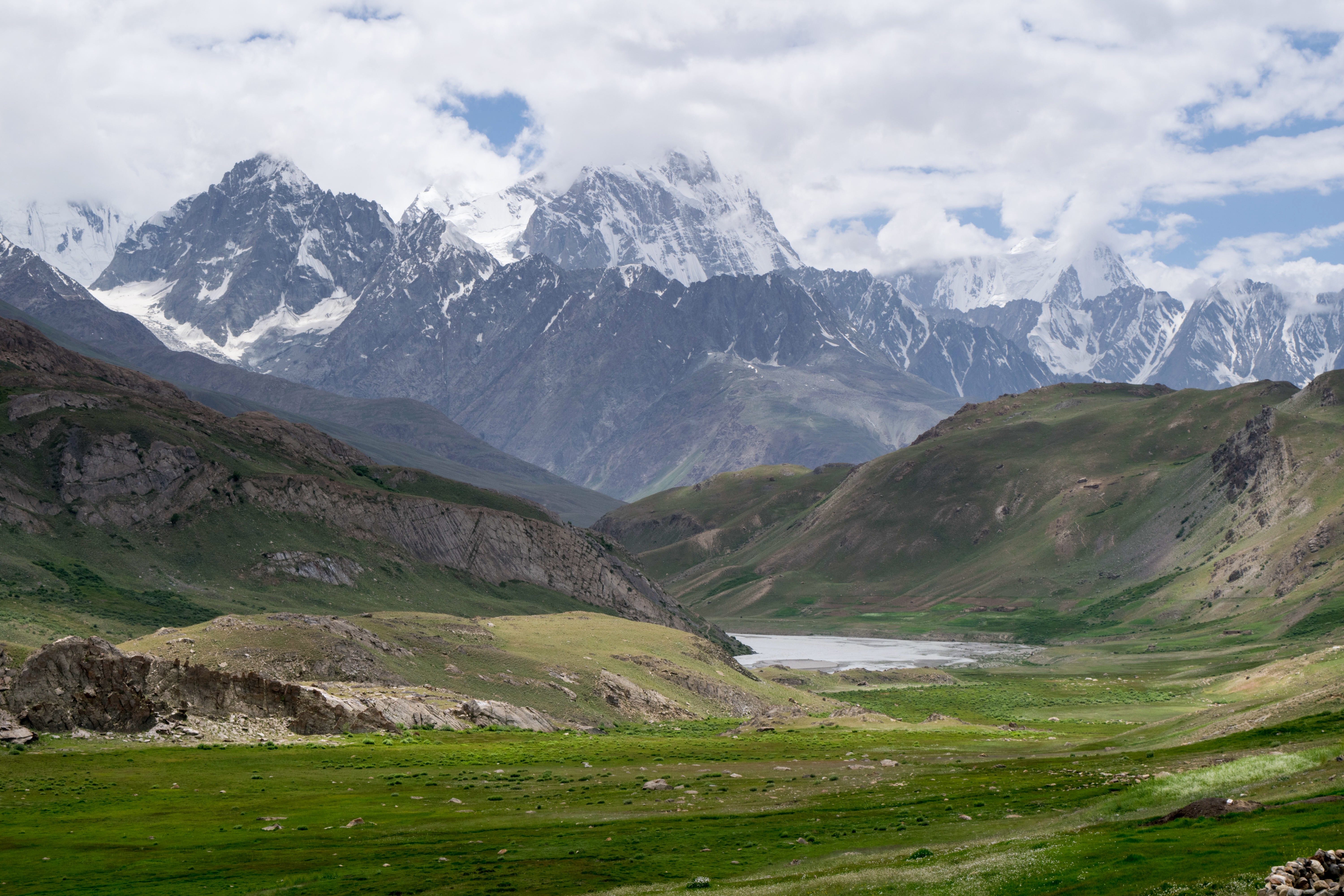
Frontière entre l'Afghanistan et le Pakistan.
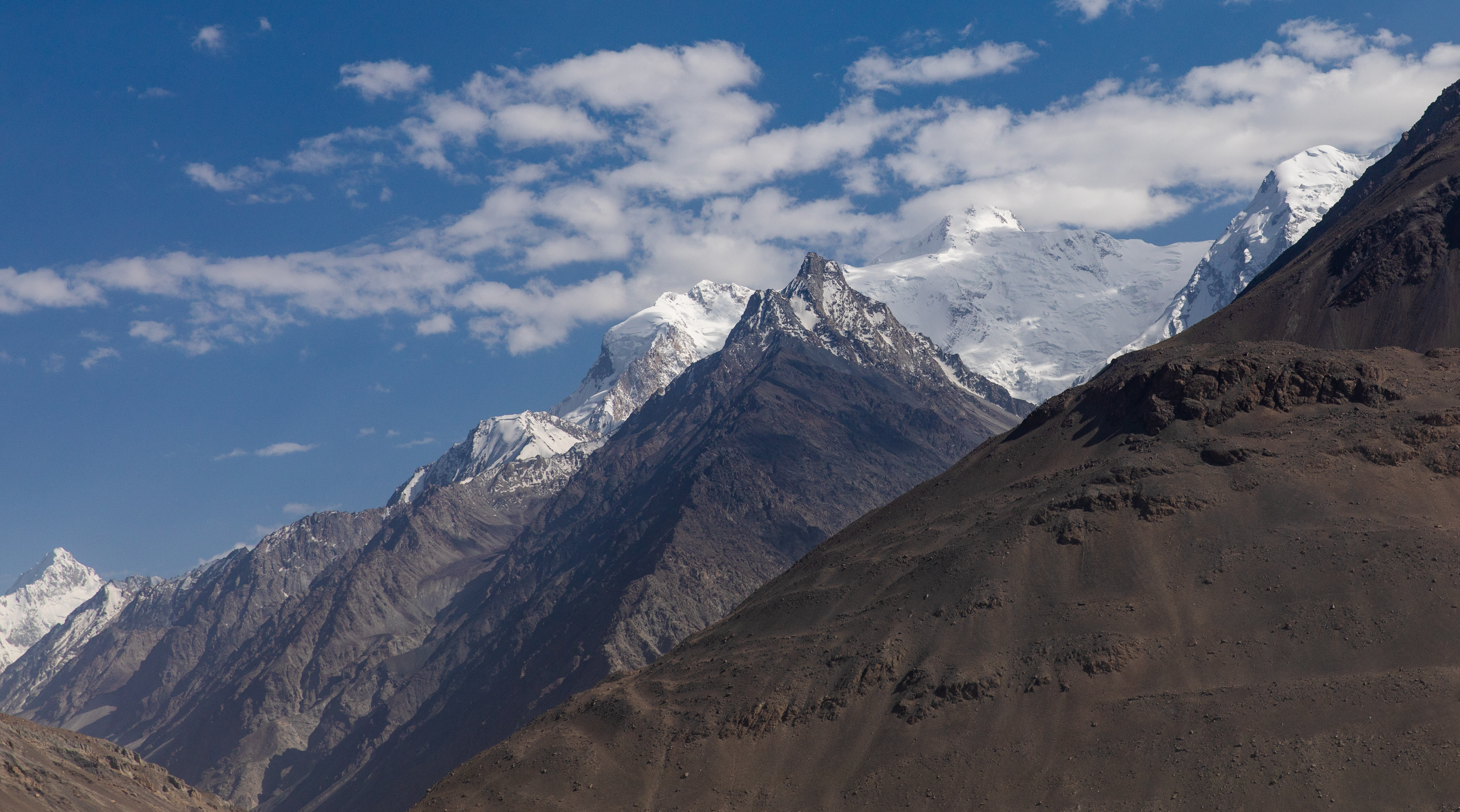
Monts de l'Hindu Kush.
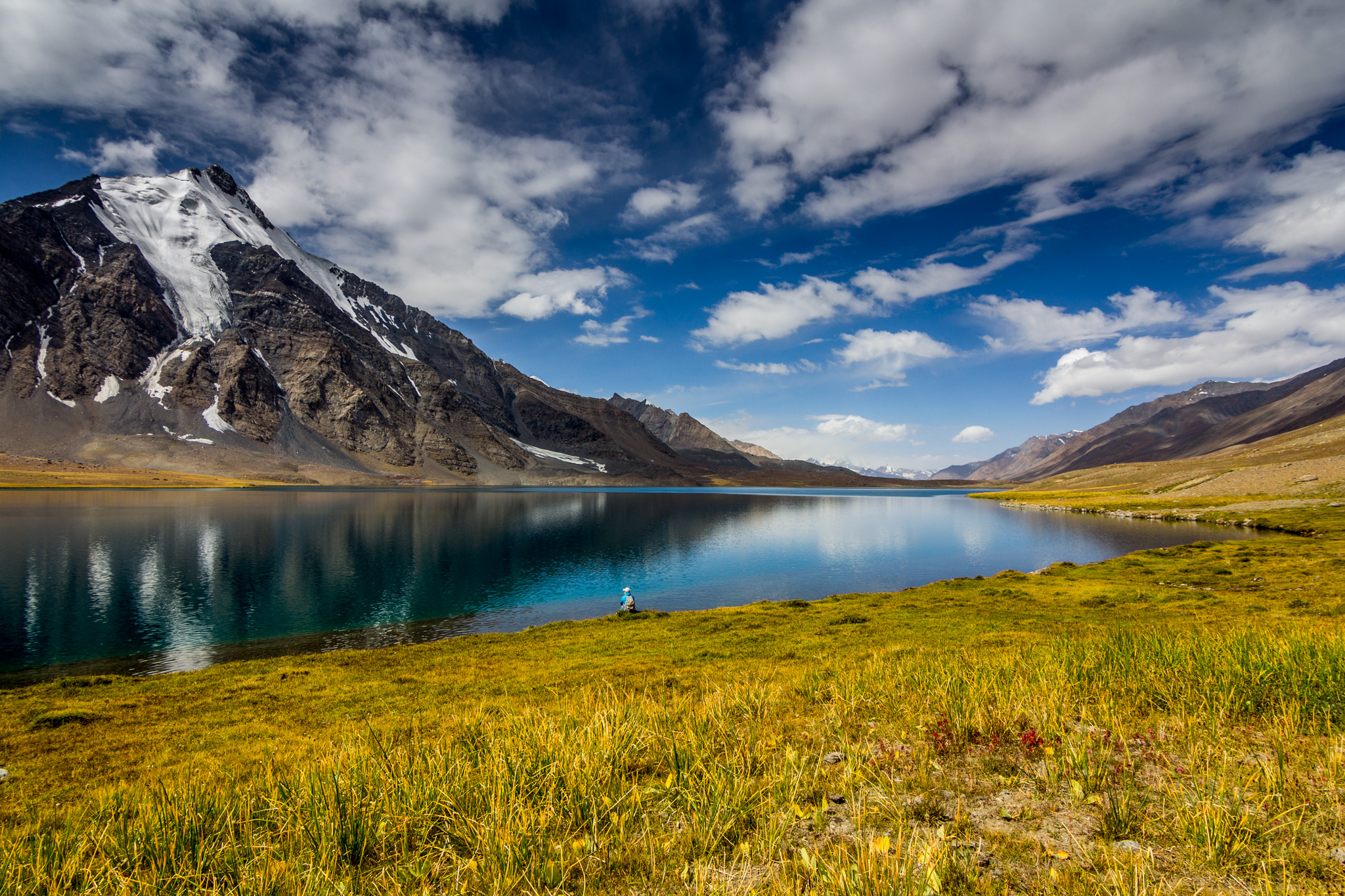
Lac de Karomber, frontière entre l'Inde ou le Pakistan et l'Afghanistan.
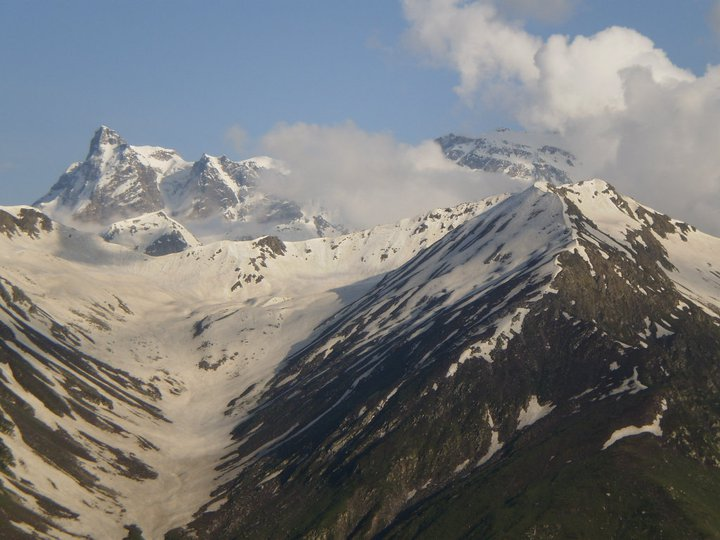
Glacier du Kach, au niveau de la frontière entre l'Afghanistan et le Pakistan.
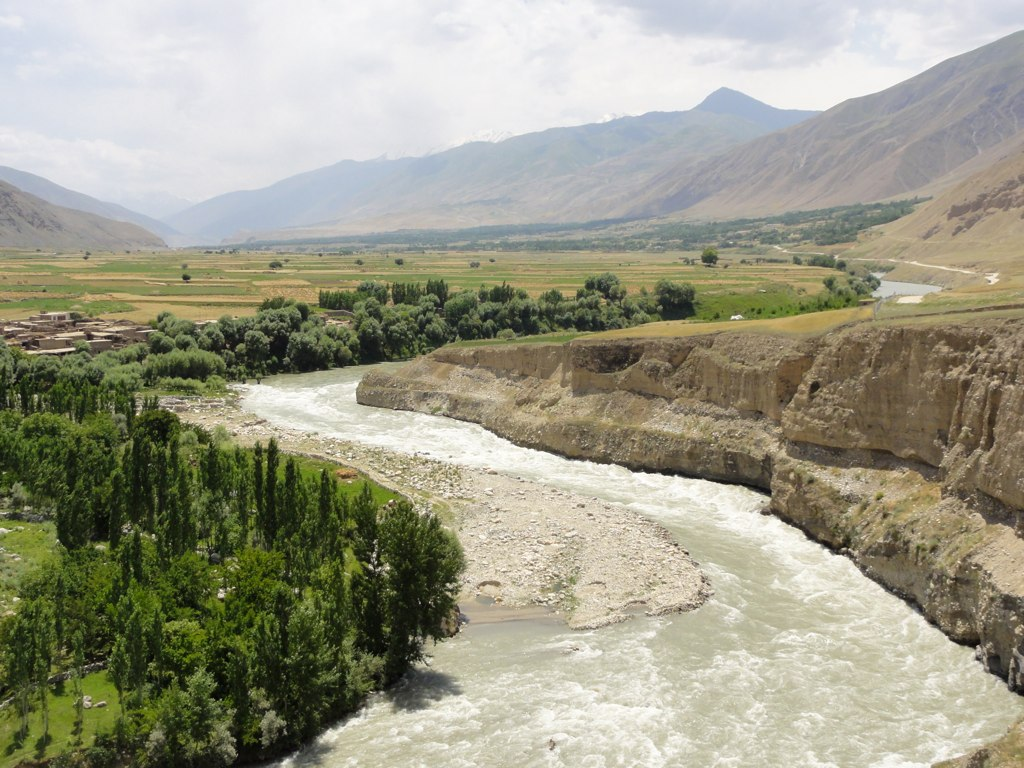
La Kokcha dans le Badakhshan sert de frontière naturelle interne.
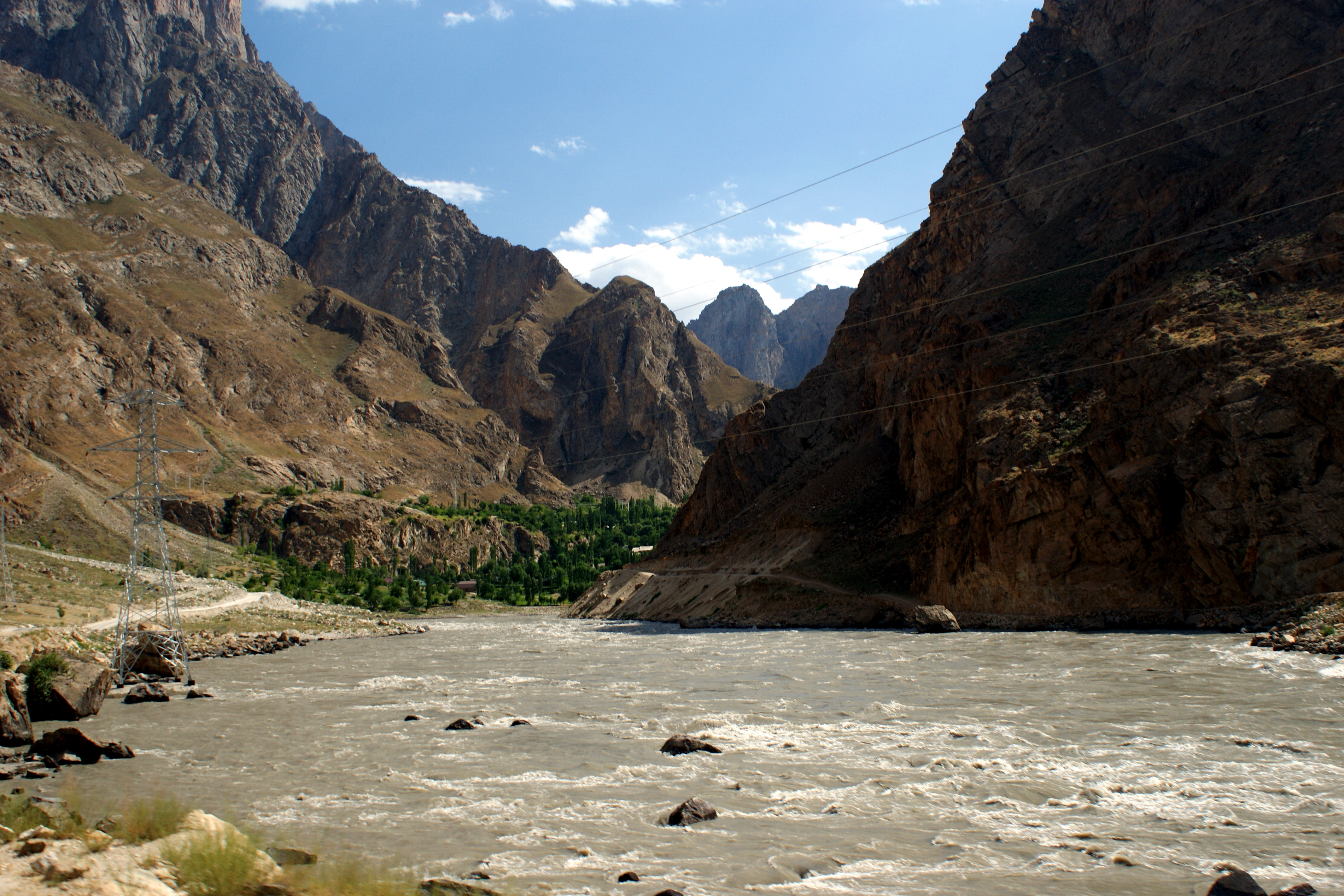
Vallée du Panj entre l'Afghanistan et le Tadjikistan.
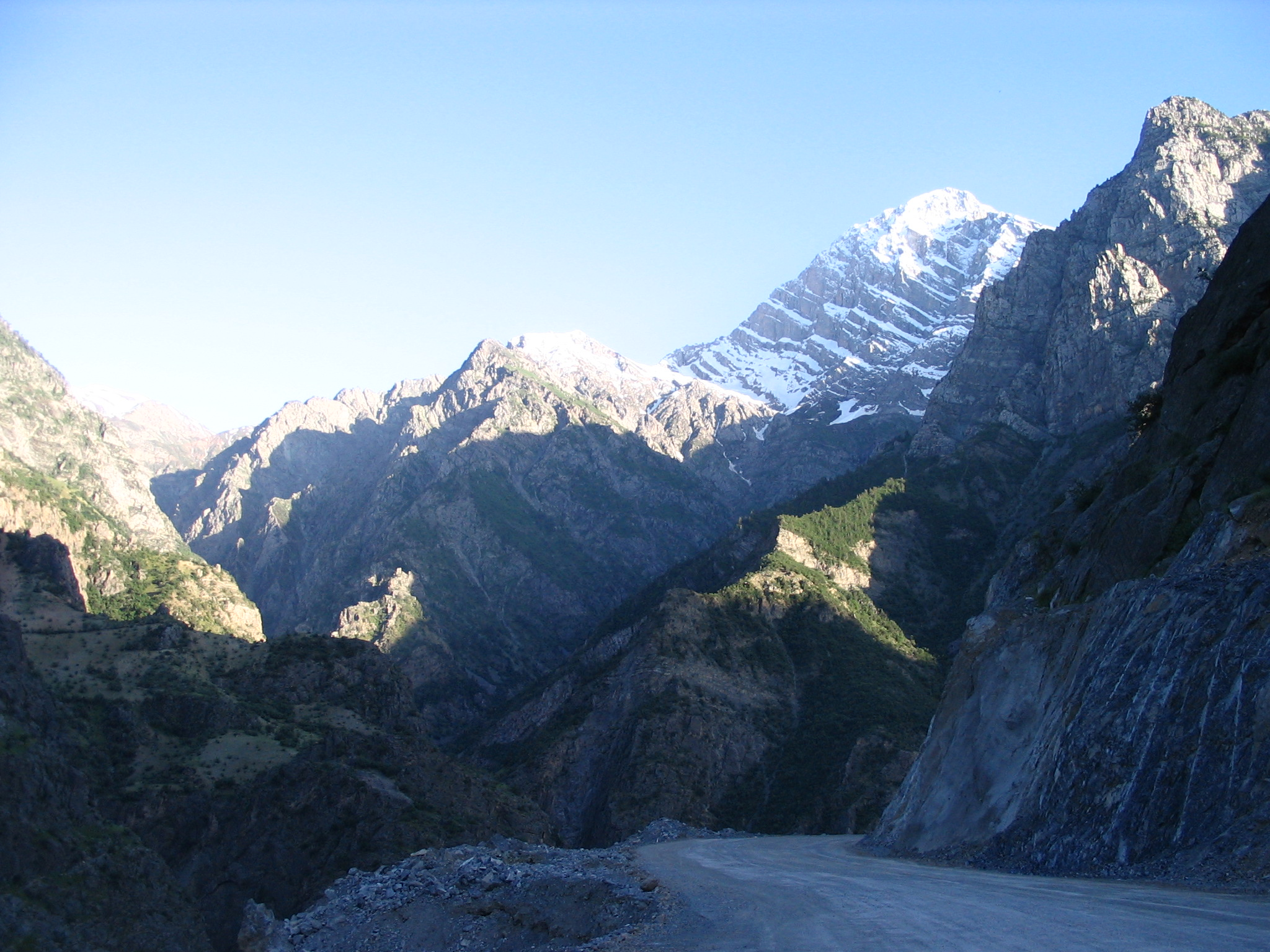
Vallée du Panj entre l'Afghanistan et le Tadjikistan.
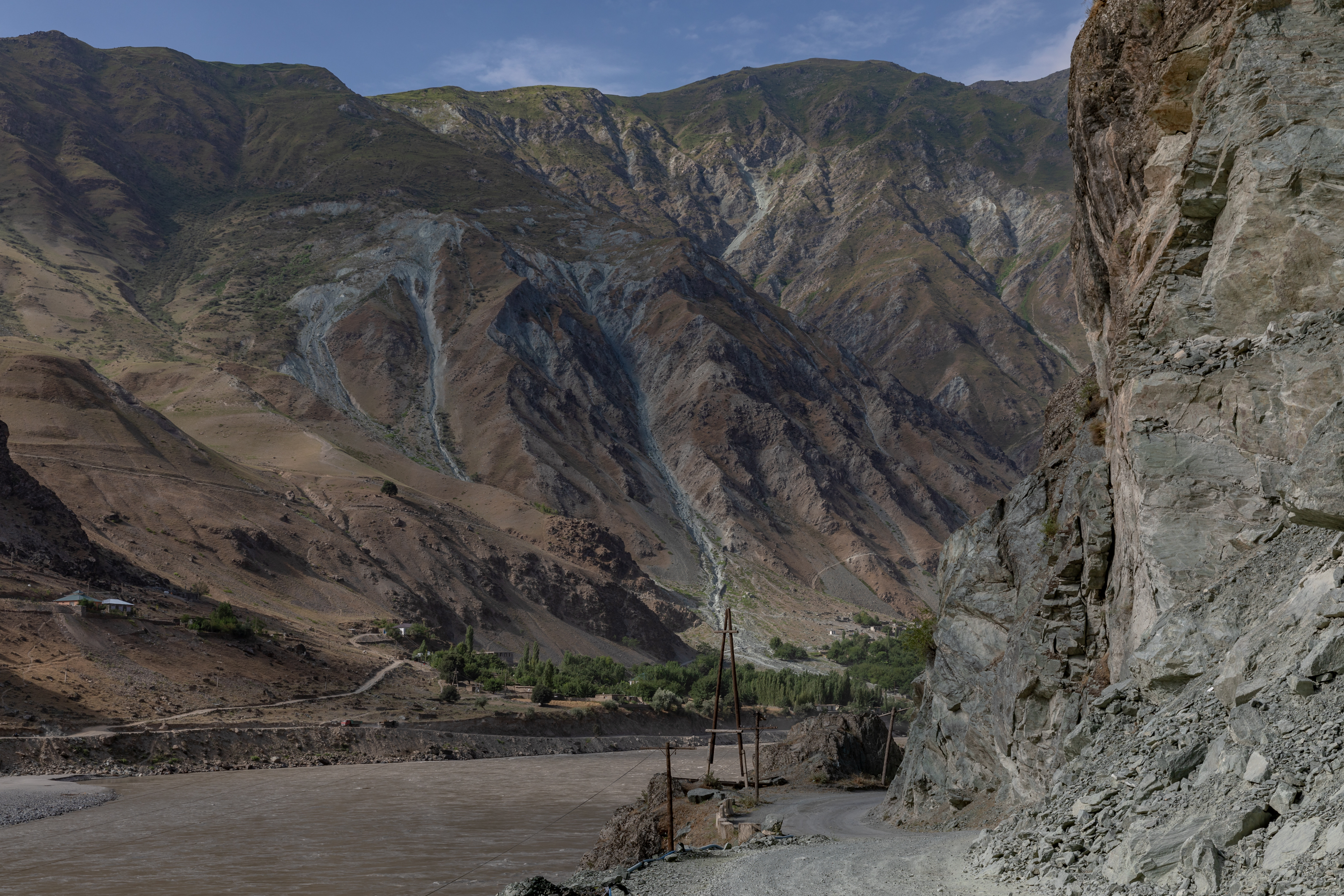
Vallée du Piandj entre l'Afghanistan et le Tadjikistan.
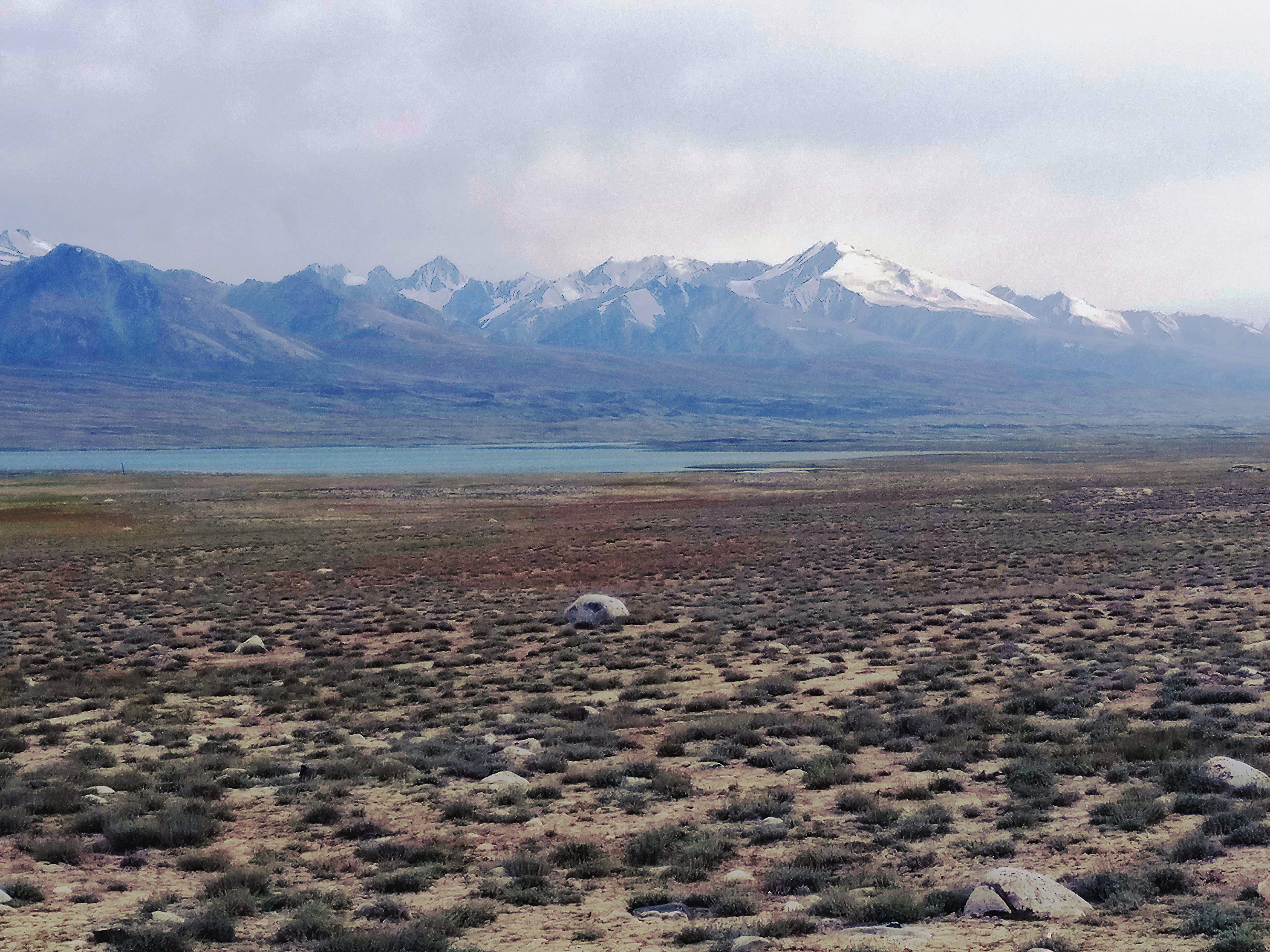
Le lac Zorkul entre l'Afghanistan et le Tadjikistan.

Le Badakhchan couvre 44 059 km2, ce qui en fait la cinquième province d'Afghanistan par sa superficie derrière celles de Helmand, Hérat, Kandahar et Farâh ; pour comparaison, la superficie de la Belgique est de 30 688 km2 et la région française de Bourgogne-Franche-Comté compte 47 784 km2.

### Géologie, topographie et hydrographie
Le territoire du Badakhchan offre un ensemble de topographies et de paysages assez homogènes bien que l'ouest et l'est de la province se démarquent ; le tout est un paysage montagnard et steppique. Pour simplifier, la province se situe en plein centre de la ceinture alpine et en partie dans le bassin pakistanais donnant sur le craton indien.
L'Hindou Kouch représente une bonne partie de la topographie de la province ; le Tirich Mir, par exemple, culmine à 7 708 mètres d'altitude et, bien que situé au Pakistan, non loin de l'Afghanistan, il témoigne le fait que la région est fortement montagneuse, surtout dans le corridor du Wakhan. Avec de telles altitudes, une bonne partie de la province comprend des glaciers mais ces derniers sont en danger avec le réchauffement climatique et les effets de serre. La fonde des glaciers peut être un réel danger pour toute la population de la province et du pays en général car le niveau des rivières pourrait être perturbé, ce qui pourrait créer des pénuries d'eau potable dans toute la province.

Ces montagnes voient le jour il y a quelque 70 millions d'années après la collision entre les plaques eurasienne et indo-australienne.

Carte des bassins hydrologiques du Pamir dont le Wakhan-Daria et le Piandj.

Le Pamir concerne surtout le Tadjikistan. Il est toutefois présent dans le nord de la province et dans le Corridor. Tout comme l'Hindou Kouch, de nombreux glaciers composent ce massif montagneux, l'un des plus importants de la région. Dans ce massif, au nord du corridor, on peut trouver une toundra et un désert d'altitude formant une écorégion dans le massif. Souvent, le Wakhan-Daria, rivière formant la vallée du Corridor du Wakhan, est désigné comme la limite sud du massif. Il peut être notamment donné le lac Zorkul comme frontière bien que le massif se fonde ici avec celui de l'Hindou Kouch.
La partie du Pamir qui se situe dans le Corridor du Wakhan se nomme le Pamir Wakhan. Plus précisément, dans la partie orientale du Corridor. Ce pamir est décrit comme étant le plus étroit de tous parmi le massif montagneux avec de nombreux pâturages. Parmi les autres pamirs du Wakhan, on peut citer le Petit Pamir, qui est l'un des plus fertiles du massif. Au niveau du lac Zorkul, on rencontre le Grand Pamir.

Paysages de la province
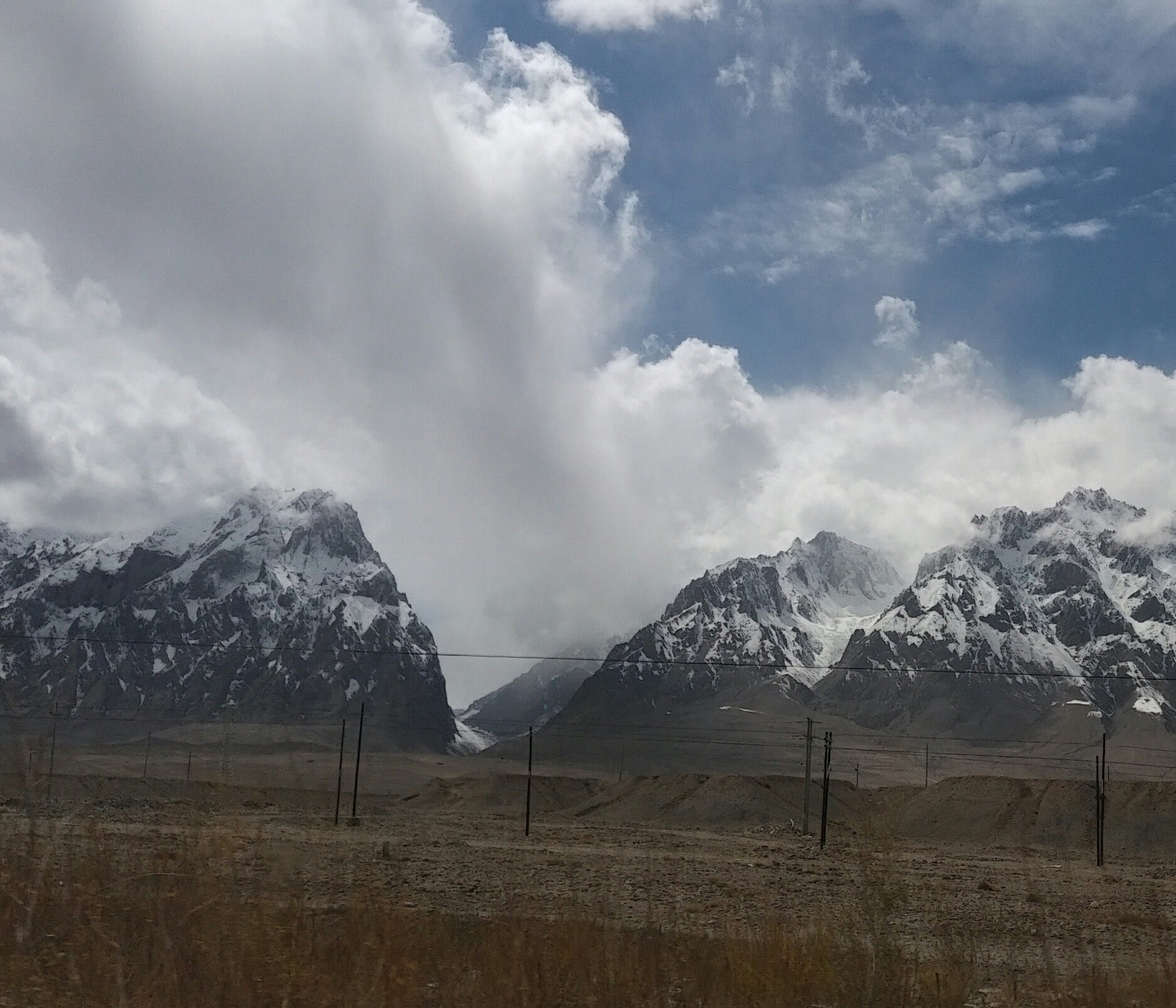
Le Corridor.
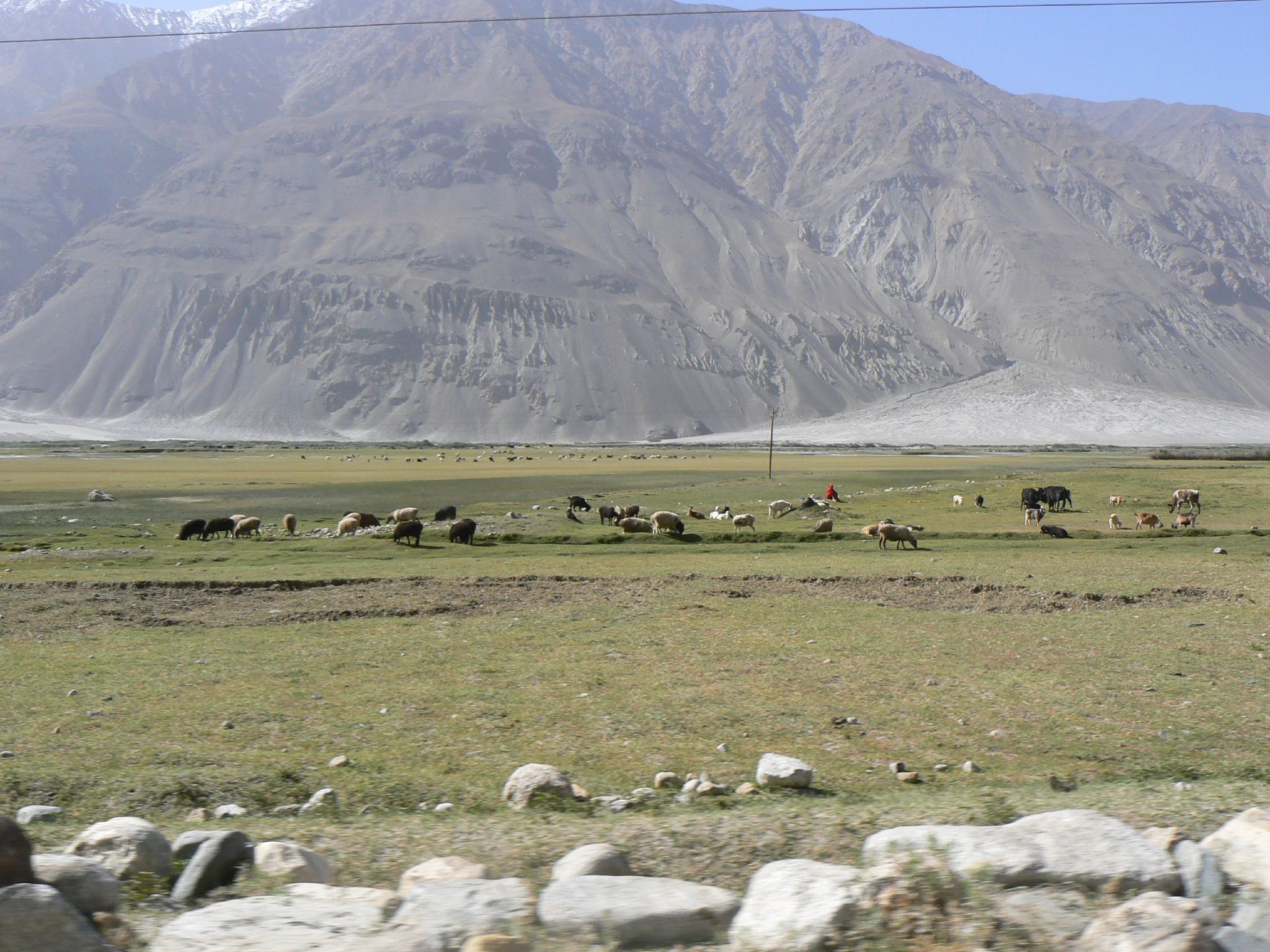
Vallée fertile du Corridor.
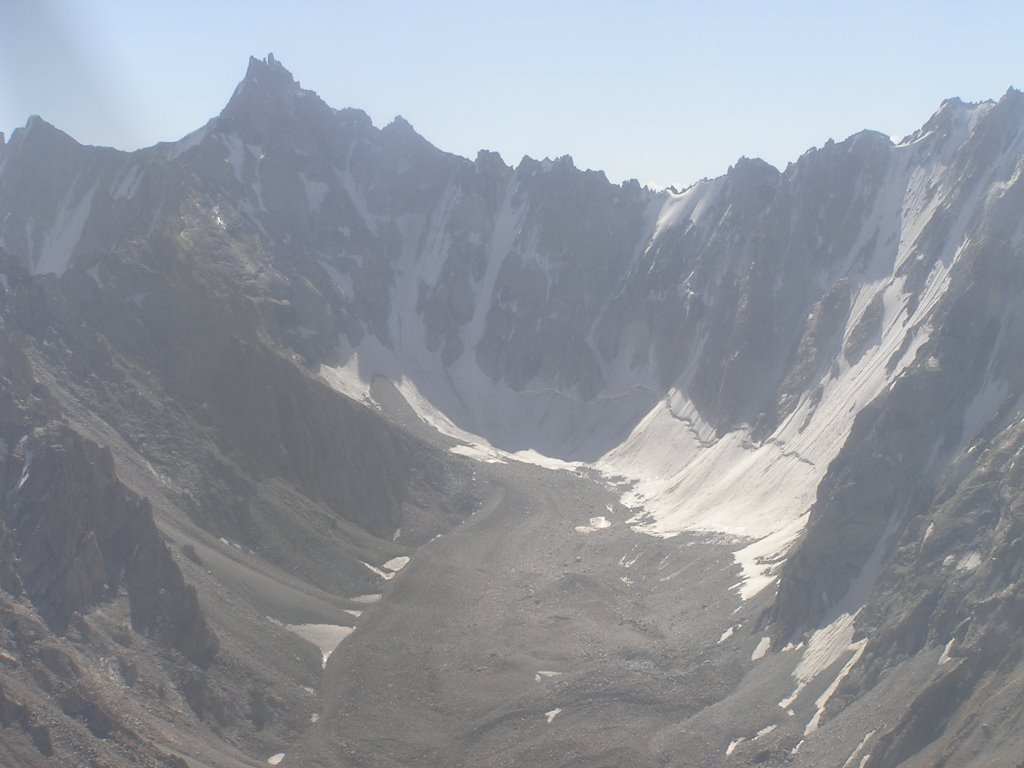
Les monts Kuh-e Safed Khers.
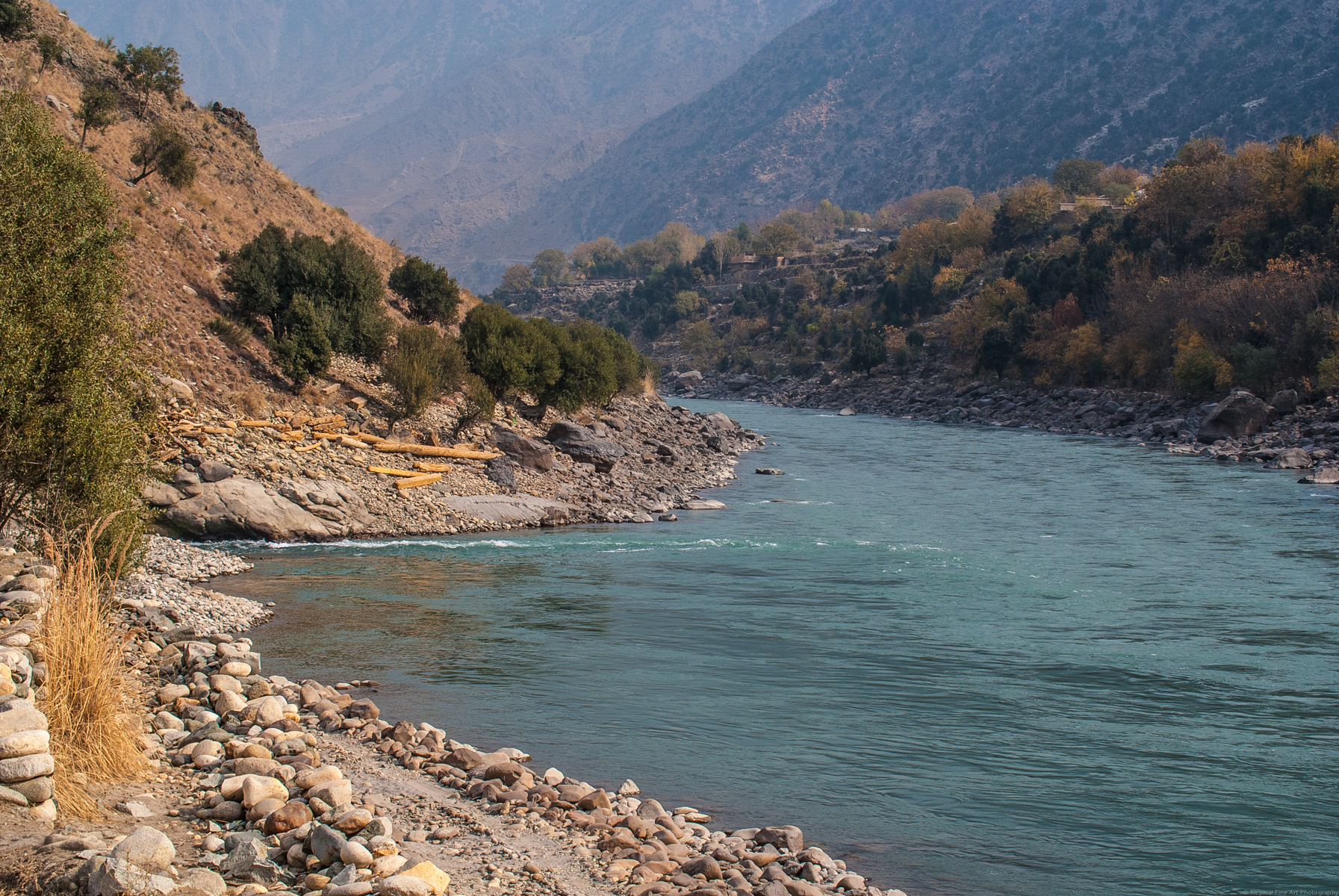
Rivière dans le Badakhchan.
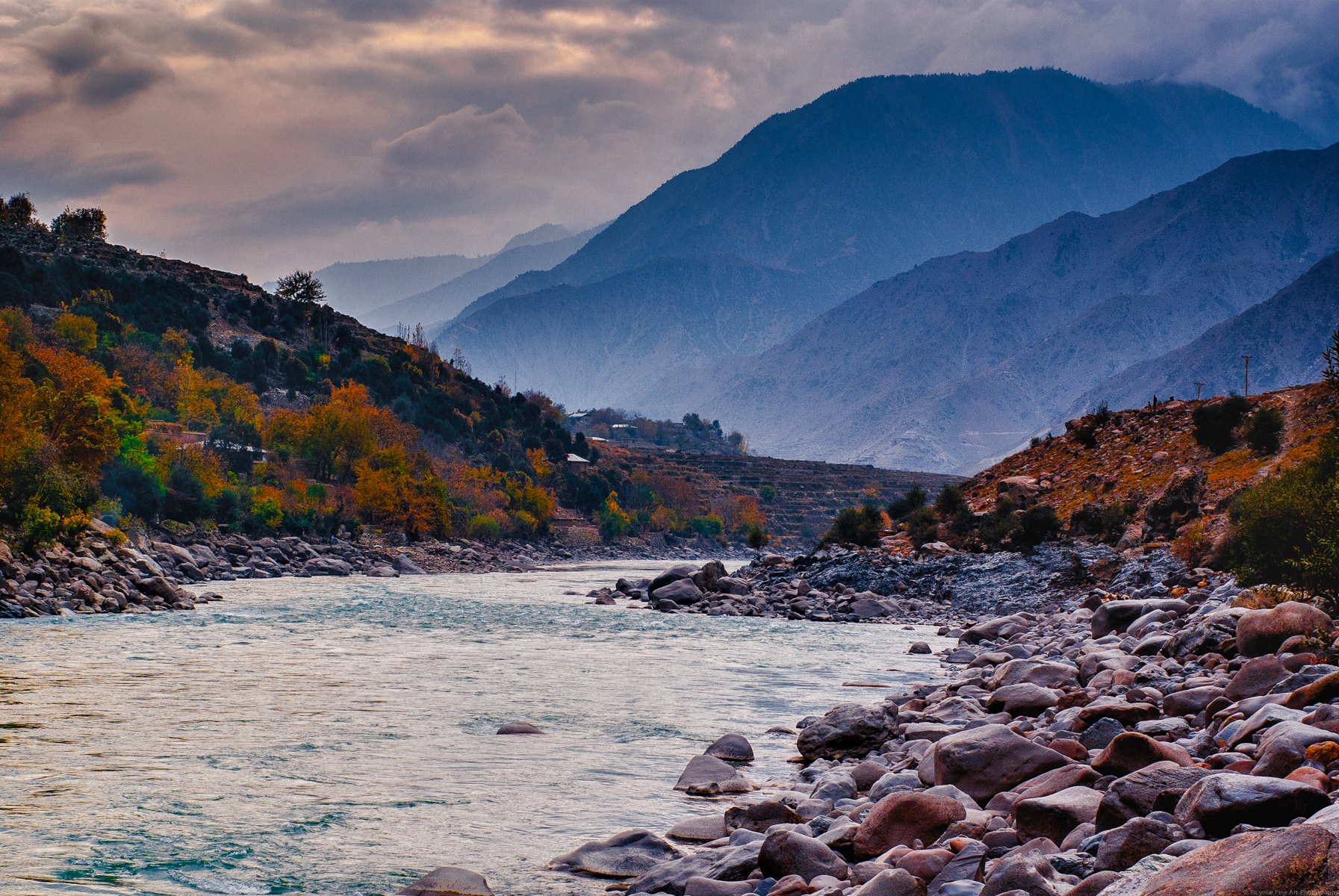
Rivière dans le Badakhchan.
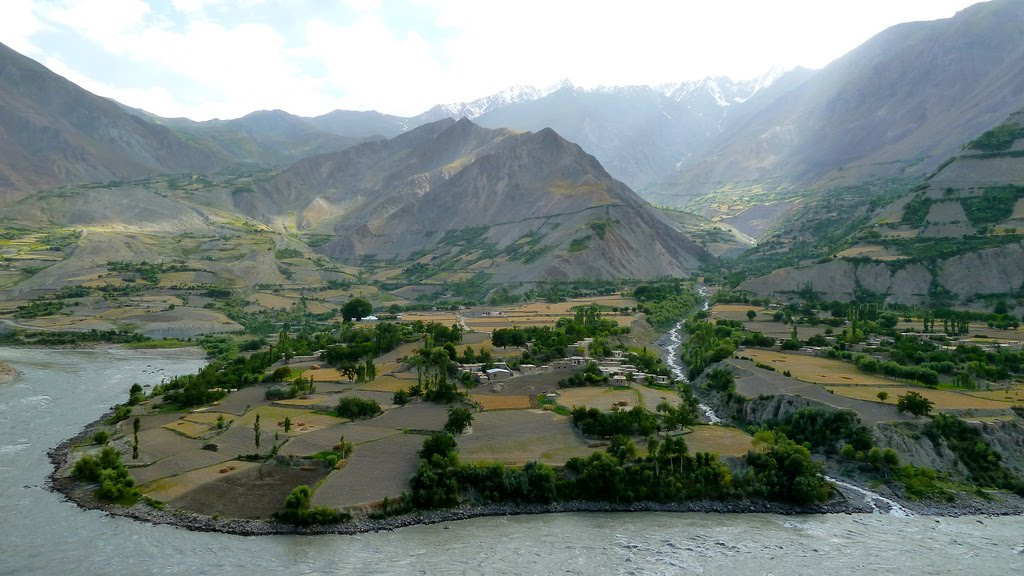
Jamarj-e Bala le long de la rivière Piandj.
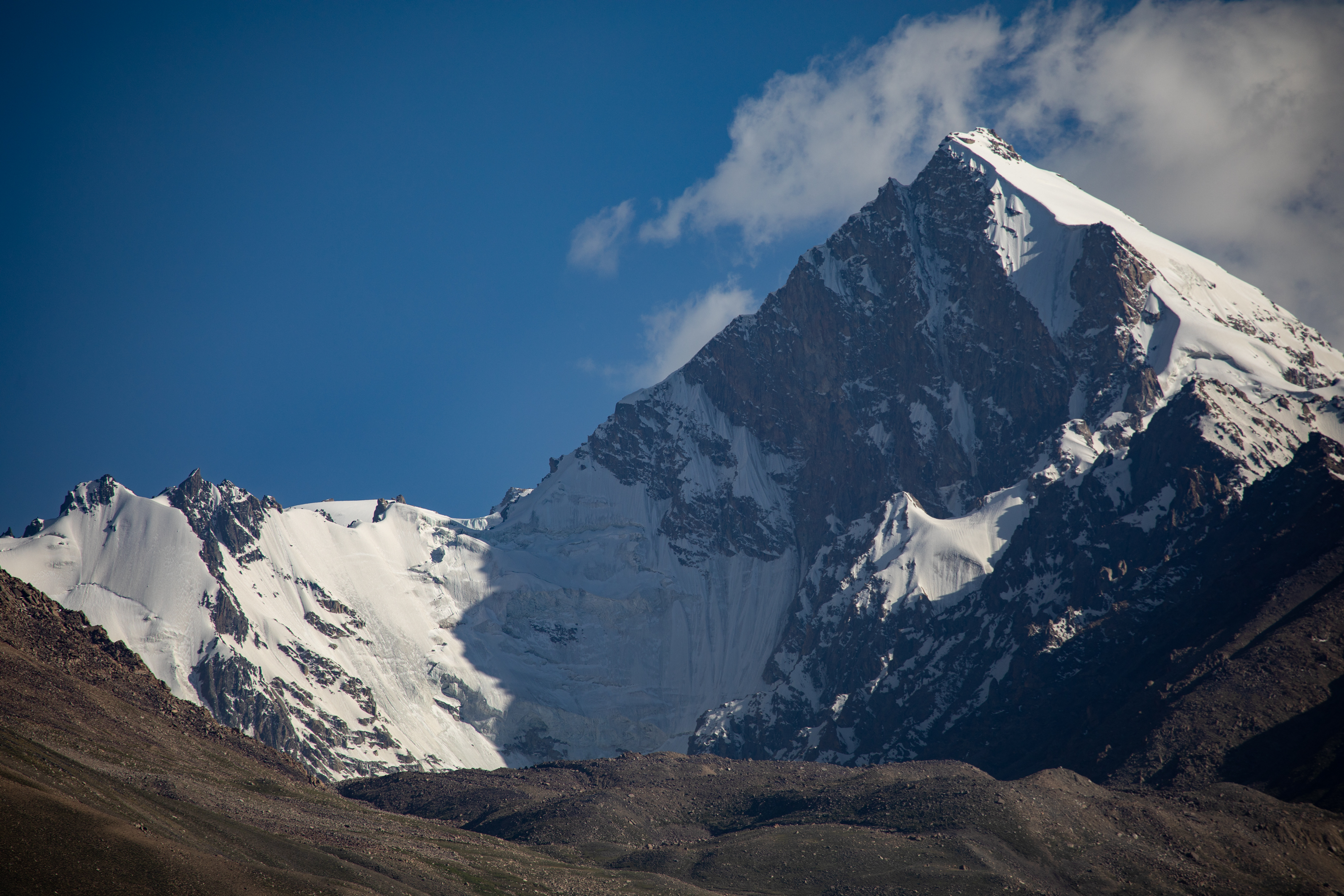
Montagne dans le Corridor.
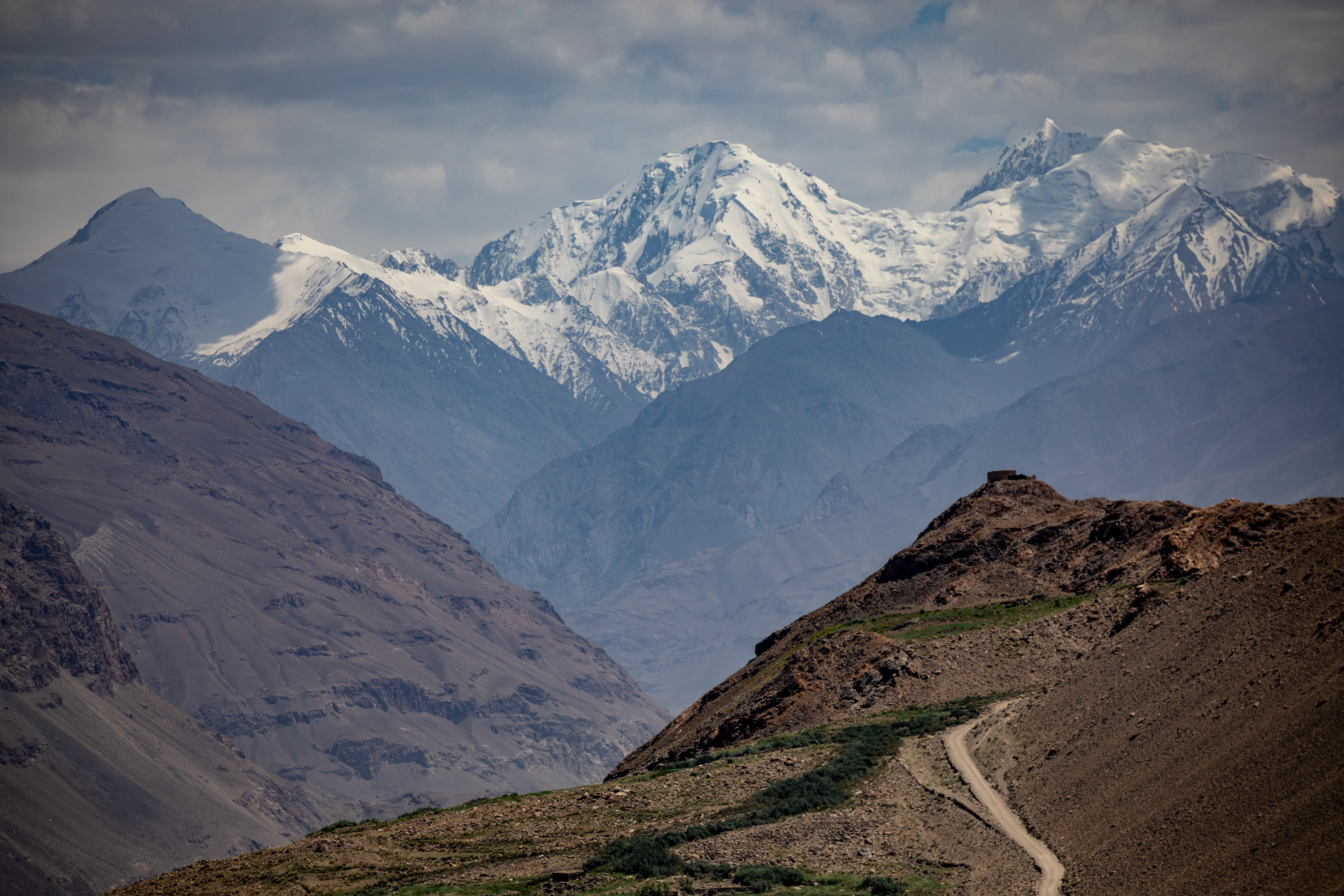
Vallée dans le Corridor.

### Répartition spatiale des hommes et des activités

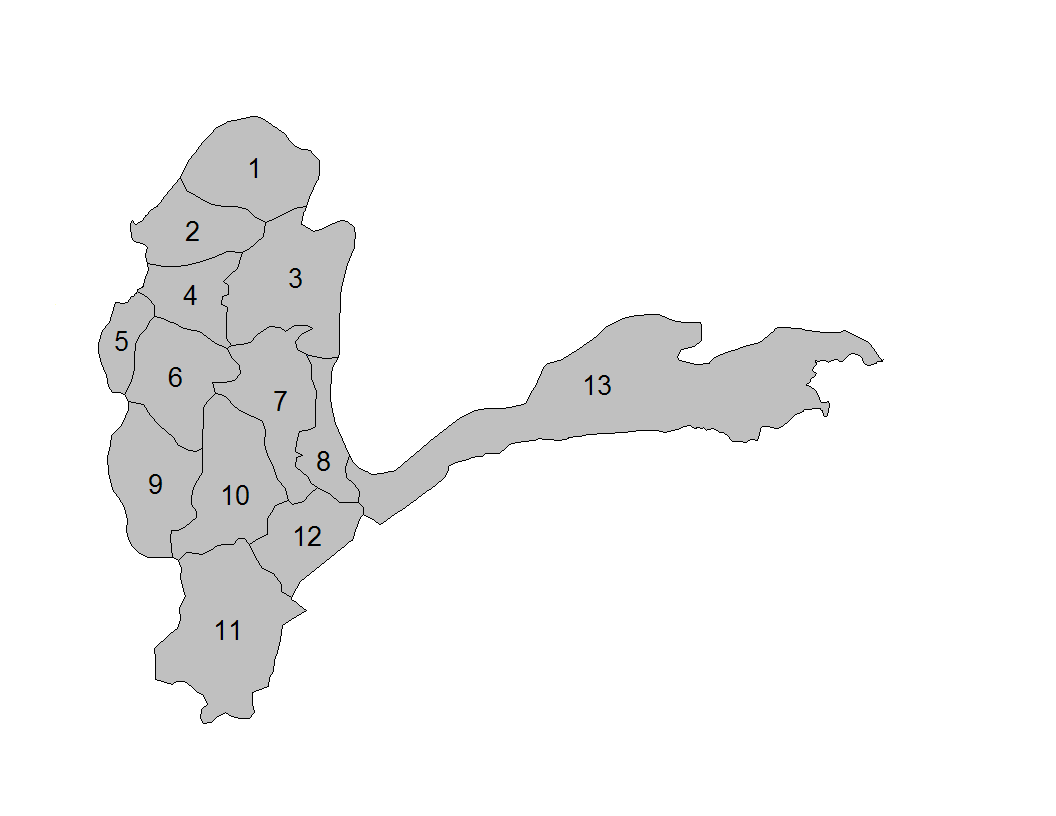
Carte des anciennes subdivisions des districts de la province du Badakhchan.

La province du Badakhchan est marquée par une faible densité de population, et tout particulièrement par la densité dans le district de Wakhan. Avec 22 hab/km2, c'est la septième province avec la densité la moins forte derrière les provinces de Ghor, Zabol, Nouristan, Helmand, Farah et Nimroz. Parmi les districts de la province, cette densité se remarque avec plus de 65 000 habitants pour Darayim et plus de 3 000 seulement pour Jurm.
| District        | Numéro sur la carte | Population | Notes                                        |
| --------------- | ------------------- | ---------- | -------------------------------------------- |
| Arghanj Khwa    | 6                   | 12 000     | Créé en 2005 au sein du district de Fayzabad |
| Argo            | 6                   | 45 000     | Créé en 2005 au sein du district de Fayzabad |
| Baharak         | 7                   | 14 000     | Subdivisé en 2005                            |
| Darayim         | 6                   | 65 000     | Créé en 2005 au sein du district de Fayzabad |
| Darwaz          | 1                   | 21 000     | Subdivisé en 2005                            |
| Darwazi Bala    | 1                   | 11 000     | Créé en 2005 au sein du district de Darwaz   |
| Fayzabad        | 6                   | 46 000     | Subdivisé en 2005                            |
| Ishkashim       | 8                   | 11 000     |                                              |
| Jurm            | 10                  | 3 000      | Subdivisé en 2005                            |
| Khash           | 10                  | 48 000     | Créé en 2005 au sein du district de Jurm     |
| Khwahan         | 2                   | 14 000     | Subdivisé en 2005                            |
| Kishim          | 9                   | 63 000     | Subdivisé en 2005                            |
| Kohistan        | 7                   | 12 000     | Créé en 2005 au sein du district de Baharak  |
| Kuf Ab          | 2                   | 16 000     | Créé en 2005 au sein du district de Khwahan  |
| Kuran wa Munjan | 11                  | 8 000      |                                              |
| Ragh            | 4                   | 37 000     | Subdivisé en 2005                            |
| Shahri Buzurg   | 5                   | 42 000     |                                              |
| Shighnan        | 3                   | 24 000     |                                              |
| Shiki           | 6                   | 26 000     | Créé en 2005 au sein du district de Fayzabad |
| Shuhada         | 7                   | 31 000     | Créé en 2005 au sein du district de Baharak  |
| Tagab           | 6                   | 22 000     | Créé en 2005 au sein du district de Fayzabad |
| Tishkan         | 9                   | 23 000     | Créé en 2005 à partir du district de Kishim  |
| Wakhan          | 13                  | 13 000     |                                              |
| Warduj          | 7                   | 17 000     | Créé en 2005 au sein du district de Baharak  |
| Yaftali Sufla   | 6                   | 39 000     | Créé en 2005 au sein du district de Fayzabad |
| Yamgan          | 7                   | 20 000     | Créé en 2005 au sein du district de Baharak  |
| Yawan           | 4                   | 27 000     | Créé en 2005 au sein du district de Ragh     |
| Zebak           | 12                  | 7 000      |                                              |

Le tableau ci-dessus présente les districts de la province avec leur population. On constate ici une forte différence de population entre les districts de l'ouest et de l'est, ces derniers étant moins peuplés.